# Pilsbryspira
Pilsbryspira is een geslacht van kleine zeeslakken uit de familie  Pseudomelatomidae. Vroeger werd ze tot de Turridae of trapgevels gerekend. De wetenschappelijke naam van het geslacht is voor het eerst gepubliceerd door Paul Bartsch in 1950. Bartsch beschreef in zijn artikel ook als nieuw de soort Pilsbryspira pilsbryi. Soort en geslacht zijn genoemd naar Henry Augustus Pilsbry uit wiens verzameling het materiaal dat Bartsch onderzocht, afkomstig was.
P. pilsbryi is volgens World Register of Marine Species een synoniem van de geaccepteerde naam Pilsbryspira nodata (C.B. Adams, 1850) (originele combinatie: Pleurotoma nodata). Volgens Donn L. Tippett (1995) echter is P. pilsbryi een synoniem van Pilsbryspira jayana (C.B. Adams, 1850) (originele combinatie: Pleurotoma jayana).

## Soorten
- Pilsbryspira albiguttata (Pilsbry, 1904)
- Pilsbryspira albinodata (Reeve, 1846)
- Pilsbryspira albocincta (C. B. Adams, 1845)
- Pilsbryspira amathea (Dall, 1919)
- Pilsbryspira arsinoe (Dall, 1919)
- Pilsbryspira aterrima (Sowerby I, 1834)
- Pilsbryspira atramentosa (E. A. Smith, 1882)
- Pilsbryspira auberti (Lamy, 1934)
- Pilsbryspira aureonodosa (Pilsbry & Lowe, 1932)
- Pilsbryspira bacchia (Dall, 1919)
- Pilsbryspira collaris (Sowerby I, 1834)
- Pilsbryspira elozantha (Ravenel, 1861)
- Pilsbryspira flucki (Brown & Pilsbry, 1913)
- Pilsbryspira garciacubasi Shasky, 1971
- Pilsbryspira jayana (C. B. Adams, 1850)
- Pilsbryspira kandai (Kuroda, 1950)
- Pilsbryspira leucocyma (Dall, 1884)
- Pilsbryspira loxospira (Pilsbry & Lowe, 1932)
- Pilsbryspira melchersi (Menke, 1852)
- Pilsbryspira monilis (Bartsch & Rehder, 1939)
- Pilsbryspira nodata (C. B. Adams, 1850)
- Pilsbryspira nymphia (Pilsbry & Lowe, 1932)
- Pilsbryspira umbrosa (Melvill, 1923)
- Pilsbryspira zebroides (Weinkauff & Kobelt, 1876)